# الطاقة في أوكرانيا

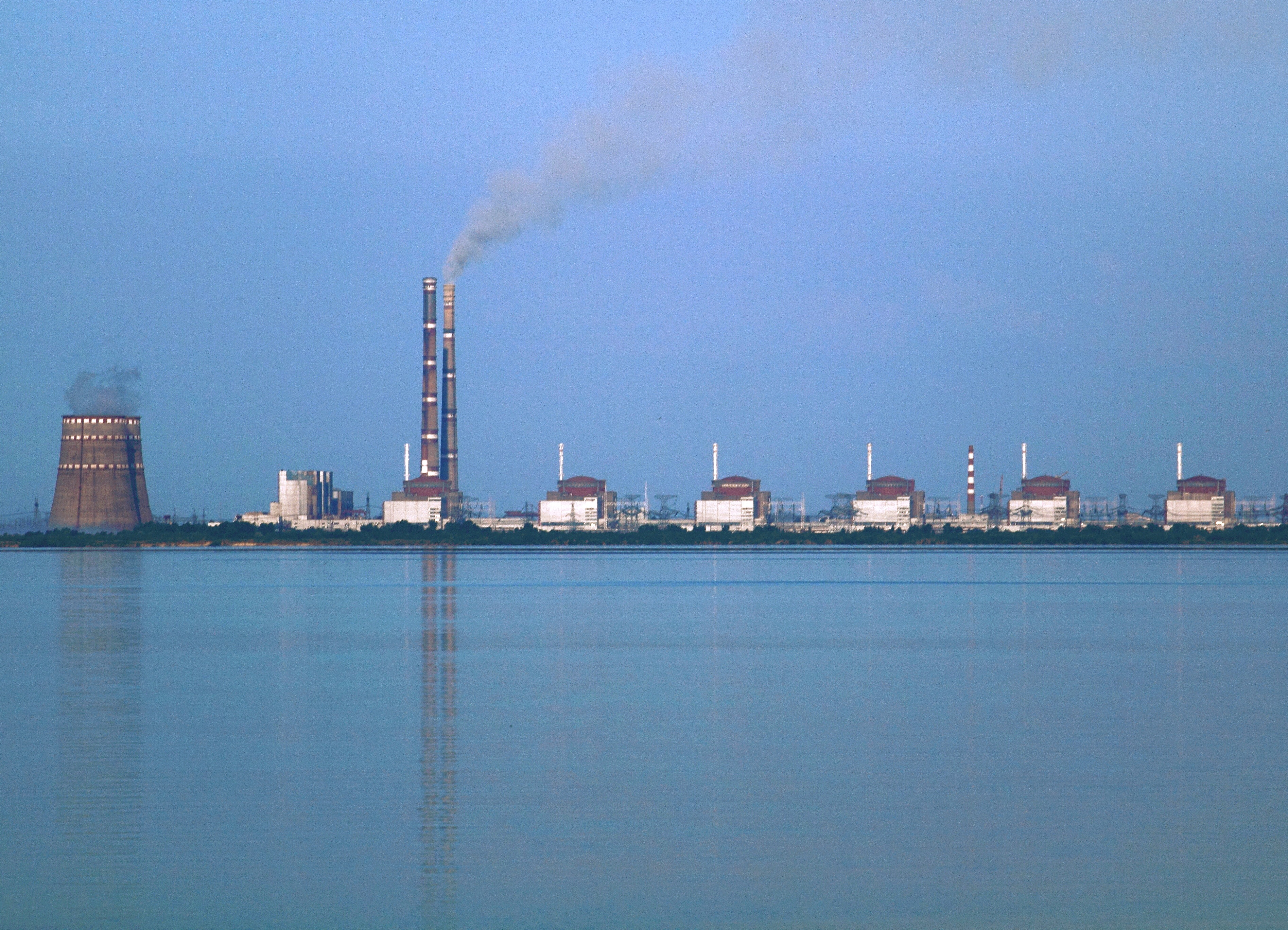
محطة زاباروجيا، أكبر محطة للطاقة النووية في أوروبا

مصادر الطاقة الأساسية في أوكرانيا هي الغاز والفحم، تليها الطاقة النووية والنفطية. وقد تعطلت صناعة الفحم مؤخراً بسبب الصراع. وتستورد أوكرانيا معظم الاحتياجات من الغاز والنفط، ولكن منذ عام 2015، منحت سياسة الطاقة الأولوية لتنويع إمدادات الطاقة.
يُقدر أن حوالي نصف الطاقة المستخدمة في توليد الكهرباء تأتي من الطاقة النووية وربعها يأتي من الفحم. وتقع أكبر محطة للطاقة النووية في أوروبا وهي محطة زاباروجيا للطاقة النووية في أوكرانيا. وبلغ دعم الوقود الأحفوري 2.2 مليار دولار أمريكي في عام 2019. إذ حتى عام 2010، كان كل الوقود النووي الأوكراني يأتي من روسيا، لكن معظمه توقف الآن.
في عام 2020، نقلت أوكرانيا غازًا طبيعيًا أكثر من أي دولة أخرى في العالم ولا تزال تمثل طريقاً ريئسياً لعبور الغاز الطبيعي الروسي المباع إلى أوروبا، والذي يكسب أوكرانيا حوالي 3 مليارات دولار سنويًا من رسوم العبور، ممّا يجعلها الخدمة الأكثر ربحية للصادرات في البلاد. وعلى الرغم من انخفاض نقل الغاز، تدفَّق أكثر من 40 مليار متر مكعب من الغاز الروسي عبر أوكرانيا في عام 2021، وهو ما يمثل حوالي ثلث الصادرات الروسية إلى دول أوروبية أخرى. في حين دُمرت بعض البنية التحتية للطاقة في الغزو الروسي لأوكرانيا عام 2022.

## ملخص

انخفض استهلاك الطاقة في أواخر القرن العشرين بعد تفكك الاتحاد السوفيتي.

تمتلك أوكرانيا مزيجًا متنوعًا من مصادر الطاقة، ولا يشكل أي وقود أكثر من ثلث مصادر الطاقة في البلاد. كان الوقود الأساسي التقليدي هو الفحم، الذي انخفض إلى 30٪ في عام 2018، ويتبعه الغاز الطبيعي (28٪) والطاقة النووية (24٪).

## الغاز
يُقدر أن لدى أوكرانيا احتياطيات غاز طبيعي تزيد عن تريليون متر مكعب، وفي عام 2018 كانت تحتل المرتبة 26 بين الدول التي تمتلك احتياطيات مؤكدة من الغاز الطبيعي. تقدر احتياطياتها الإجمالية من الغاز بنحو 5.4 تريليون متر مكعب. في عام 2021، بلغ إنتاج أوكرانيا من الغاز الطبيعي 19.8 مليار متر مكعب. لتلبية الطلب المحلي البالغ 27.3 مليار متر مكعب في ذلك العام، اعتمدت أوكرانيا على واردات الغاز (2.6 مليار متر مكعب) وسحبها من التخزين تحت الأرض (4.9 مليار متر مكعب). ويمكن أن يصل الطلب في الشتاء إلى 150 مليون متر مكعب يومياً. ولتلبية الطلب المحلي، تخطط أوكرانيا لزيادة إنتاج الغاز الطبيعي المحلي إلى 27 مليار متر مكعب.
خلال الفترة السوفيتية، بلغ إنتاج أوكرانيا القياسي للغاز 68.7 مليار متر مكعب في عام 1976. وفي زمن الاستقلال عام 1991، كان الإنتاج عند 26.6 مليار متر مكعب، وتراجع خلال التسعينيات إلى حوالي 18 مليار متر مكعب. ومنذ منتصف الألفية الثالثة، استقر إنتاج الغاز بين 20 و21 مليار متر مكعب. ووفقاً لتقرير صادر عن منظمة التعاون الاقتصادي والتنمية، يستخرج أكثر من 70٪ من إنتاج الغاز المحلي من قبل شركة "أوكرغاسفيدوبوفانيا"، التابعة لشركة الدولة "نافتوجاز". وتشمل شركات الإنتاج الخاصة للغاز في أوكرانيا "ديتيك أويل آند جاس" و"أوكرنفتوبورينيا" و"بريزما" و"سمارت إنيرجي" و"شركة بولتافا للبترول" و"مجموعة جيو أليانس" و"كيوب جاس".
توقفت أوكرانيا عن شراء الغاز من روسيا في نوفمبر 2015 للحد من الاعتماد على الغاز بعد اندلاع الحرب الروسية الأوكرانية، ولكنها تشتريه بشكل غير مباشر من تجار في غرب أوروبا كجزء من الغاز الروسي الذي يمر عبر أوكرانيا. في النزاعات السابقة في عامي 2006 و2008، قامت روسيا بوقف توريد الغاز إلى البلاد. وفي عام 2009، صُدر 80٪ من الغاز الروسي إلى الاتحاد الأوروبي عبر أوكرانيا بوصفها دولة عبور.

## الفحم
تعد صناعة تعدين الفحم من الصناعات الهامة في أوكرانيا عبر التاريخ، حيث يرتبط تعدين الفحم في البلاد غالبًا بحوض دونباس الغني بالفحم، ولكن هذا ليس الحوض الوحيد المستخدم في تعدين الفحم، حيث توجد مناطق أخرى مثل حوض لفيف-فولهينيا وحوض دنيبر لتعدين الفحم البني. يقع حوض دونيتس في شرق أوكرانيا ويعد أكبر منطقة لتعدين الفحم في البلاد والأكثر تطورًا.
وحتى وقت قريب، كانت أوكرانيا ثالث أكبر منتج للفحم في أوروبا. وفي عام 1976، بلغ الإنتاج الوطني 218 مليون طن متري، وتراجع الإنتاج إلى 41 مليون طن متري بحلول عام 2016. يعاني حوض الفحم الأسود في دونباس في شرق أوكرانيا، الذي يشكل 90٪ من احتياطي الفحم الوطنية، من ثلاث مشكلات متصلة: (1) عدم جدوى المناجم بما يكفي لتحمل الاستثمارات الرأسمالية، ممّا يؤدي إلى استخدام معدات التعدين والعمليات التي تعود إلى عشرين عامًا، (2) قامت الحكومة، بناءً على نصيحة صندوق النقد الدولي، بإلغاء الدعم السنوي البالغ 600 مليون دولار لصناعة التعدين، و(3) ترفض الحكومة الأوكرانية الشراء من المناجم التي يسيطر عليها جمهورية دونيتسك الشعبية المعلنة ذاتيًا وجمهورية لوغانسك الشعبية المعلنة ذاتيًا.

## الكهرباء

إنتاج الكهرباء حسب المصدر، 1985-2020

إنتاج الكهرباء انخفض من 296 تيراواط ساعة في عام 1991 إلى 171 تيراواط ساعة في عام 1999، ثم ازداد ببطء إلى 195 تيراواط ساعة في عام 2007، قبل أن ينخفض مرة أخرى.
في عام 2011، انضمت أوكرانيا إلى مجموعة الطاقة الأوروبية، ولكن كان هناك تقدم بطيء في تنفيذ لوائح الطاقة الأوروبية. وفي عام 2014، بلغ إجمالي إنتاج الكهرباء 183 تيراواط ساعة: 88 تيراواط ساعة من الطاقة النووية، 71 تيراواط ساعة من الفحم، 13 تيراواط من الغاز الطبيعي، و9 تيراواط ساعة من الطاقة الكهرومائية. وبلغ استهلاك الكهرباء 134 تيراواط ساعة بعد خسائر النقل البالغة 20 تيراواط ساعة، مع ذروة الطلب عند حوالي 28 جيجاواط، صُدّر 8 تيراواط ساعة إلى أوروبا. وفي عام 2015، انخفض إنتاج الكهرباء إلى حوالي 146 تيراواط ساعة بسبب انخفاض إمدادات الفحم الحجري الناجم عن الحرب في دونباس.
في 1 يوليو 2019، أطلق سوق جديد للطاقة، بهدف جلب منافسة حقيقية في سوق التوليد والمساعدة في التكامل المستقبلي مع أوروبا. كان التغيير شرطًا أساسيًا للحصول على مساعدة الاتحاد الأوروبي، وأدى ذلك إلى زيادة أسعار المستهلكين الصناعيين بنسبة تتراوح بين 14٪ إلى 28٪ خلال شهر يوليو. يباع الجزء الأكبر من إنتاج شركة إينرجوأتوم لـ "المشتري المضمون" التابع للحكومة للحفاظ على استقرار الأسعار أكثر للعملاء المحليين.

### تزامن الشبكة مع أوروبا
منذ عام 2017، سعت أوكرانيا إلى التخلص من الاعتماد على النظام الكهربائي الموحد الروسي، وبدلاً من ذلك توجهت نحو الاتصال بشبكة أوروبا القارية باتجاه الغرب، مما يتيح لها المشاركة في أسواق الكهرباء الأوروبية. وكانت هناك خطوط كهربائية تربط البلاد بشبكات بولندا ورومانيا وسلوفاكيا وهنغاريا المجاورة، ولكنها لم تكن تعمل. كانت خطوط الكهرباء التي تربط البلاد بشبكات بولندا ورومانيا وسلوفاكيا والمجر موجودة، ولكن ألغي تنشيطها.
كان الشرط الأساسي للتكامل الأوكراني هو أن تثبت البلاد بنجاح قدرتها على العمل بطريقة جزرية، مع الحفاظ على السيطرة المرضية على ترددها. وللقيام بذلك، سيتطلب قطع الاتصال بشبكة النظام الكهربائي الموحد الروسي، وحدّد تاريخ 24 فبراير 2022. ثبت أن هذا هو التاريخ الذي غزت فيه روسيا أوكرانيا، ولكن مع ذلك استمر الانفصال في الموعد المحدد. قدمت أوكرانيا طلبًا عاجلاً للمزامنة مع الشبكة الأوروبية إلى الشبكة الأوروبية لمشغلي نظام نقل الكهرباء، وهي المجموعة الأوروبية لمشغلي أنظمة النقل التي كانت عضوًا فيها، وفي 16 مارس 2022، نُشطت الدوائر الغربية، ممّا أدى إلى جلب كل من أوكرانيا ومولدوفا، والتي تقترن إلى الشبكة الأوكرانية، في الشبكة الأوروبية المتزامنة. في 16 مارس 2022، بدأت مزامنة تجريبية لشبكة أوكرانيا ومولدوفا مع الشبكة الأوروبية.

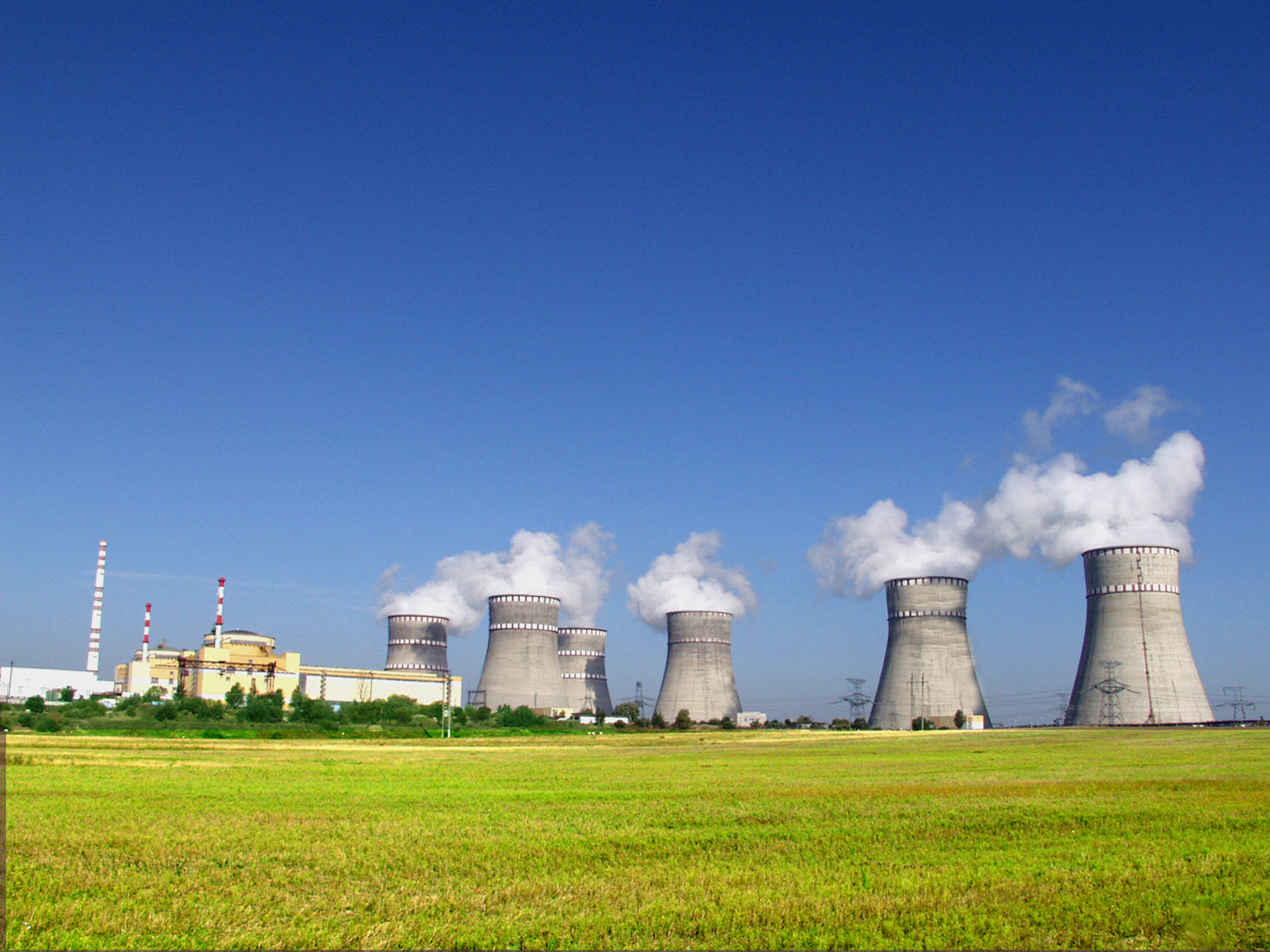
محطة ريفنا للطاقة النووية

### الطاقة النووية
تملك أوكرانيا أربعة محطات للطاقة النووية تضم 15 مفاعلًا وتقع في فولهينيا وجنوب أوكرانيا. وإجمالي القدرة المثبتة للطاقة النووية تزيد عن 13 جيجاوات، مما يجعلها في المرتبة السابعة عالميًا في عام 2020. وتدير "إنيرجواتوم"، وهي مؤسسة حكومية أوكرانية، جميع المحطات النووية الأربع النشطة في أوكرانيا. وفي عام 2019، بلغت نسبة الطاقة النووية المولدة أكثر من 20٪ من إجمالي استهلاك الطاقة في أوكرانيا.
في عام 2021، أنتجت المفاعلات النووية في أوكرانيا 81 تيراواط ساعة، وهو ما يمثل أكثر من 55٪ من إجمالي إنتاج الكهرباء في البلاد، وهذا الرقم يجعلها ثاني أعلى نسبة في العالم بعد فرنسا. يقع أكبر محطة للطاقة النووية في أوروبا، محطة زاباروجيا للطاقة النووية، في أوكرانيا.
كانت كارثة تشيرنوبل في شمال أوكرانيا عام 1986 أسوأ حادث نووي في التاريخ. نظرًا للحرب في دونباس وإيقاف واحد من ستة مفاعلات محطة زابوريزهيا النووية المحطة النووية الأكبر في أوروبا، فقد تعرضت محطات توليد الطاقة الحرارية المستخدمة للفحم في أوكرانيا لنقص في إمدادات الفحم، مما أدى إلى حدوث انقطاعات في التيار الكهربائي في جميع أنحاء البلاد في ديسمبر 2014. وبسبب الحرب الروسية الأوكرانية، تضررت محطة الطاقة النووية.

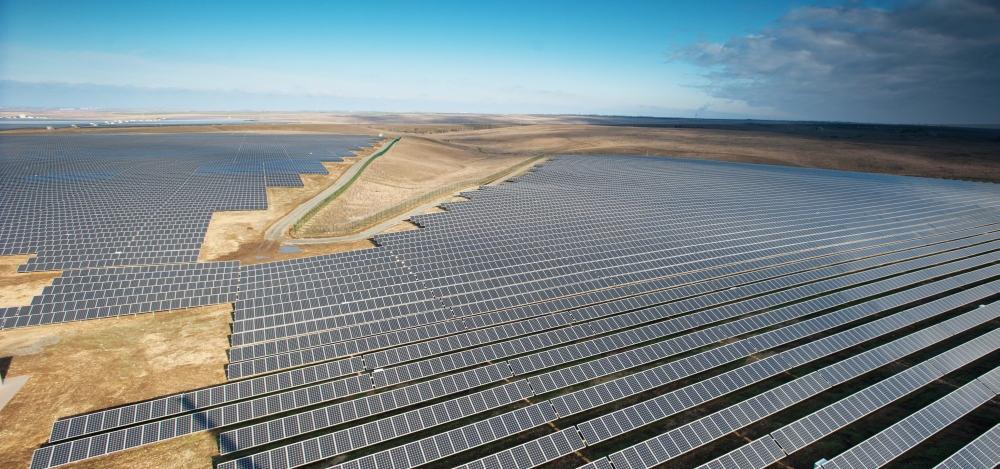
محطة بيروفو للطاقة الشمسية هي محطة لتوليد الطاقة الكهروضوئية بقدرة 100 ميجاوات في بلدة بيروفو بمنطقة سيمفيروبول رايون في القرم، أوكرانيا.

### الطاقة المتجددة
يبلغ حصة الطاقة المتجددة في مزيج الطاقة الإجمالي في أوكرانيا أقل من 5٪. في عام 2020، أنتج 10٪ من الكهرباء من مصادر الطاقة المتجددة، وتتألف من 5٪ من الطاقة الهيدروليكية، 4٪ من طاقة الرياح، و1٪ من الطاقة الشمسية. وتوفر الكتلة الحيوية حرارة متجددة.

## التمويل
وقّعت أوكرانيا اتفاقية قرض مبدئية بقيمة 3.65 مليار دولار مع بنك التنمية الصيني في عام 2012، خلال ولاية الرئيس فيكتور يانوكوفيتش، وذلك بشرط تطوير مشاريع تنموية متفق عليها في قطاعات الفحم والغاز. ومع ذلك، في أبريل 2017، لم تتفق أوكرانيا على أي مشاريع مناسبة بسبب "عدم تقارب المواقف بين شركة أوغليسينتيزجاز ووزارة الطاقة". وتمتلك شركة إلمنتوم إنرجي المحدودة أكبر عدد من محطات توليد الطاقة.

## مقالات ذات صلة
- نزاع الغاز الروسي الأوروبي